# Nissan 300ZX
O Nissan 300ZX (Nissan Fairlady Z no Japão) é um modelo desportivo da Nissan produzido desde 1983 até 2000. Era o veículo mais potente da marca no início dos anos 1990. Tem um motor de 3 litros de 6 cilindros em V, twin turbo que debita 300 cv e atingia uma velocidade máxima de 250 km/h (limitada). Dos 0 aos 100 km/h fazia em 5,5 segundos. Houve também uma versão menos potente, aspirada. Tem a versao 2+2 com bancos traseiros e a 2+0 sem bancos traseiros. O carro possui o sistema de esterço das rodas traseiras que esterça ligeiramente para ajudar nas curvas. Era disponível com banco de couro ou não, somente no Japão também é nominado Fairlady. 
Uma unidade na cor preta, ano 1987 foi utilizada no seriado japonês Jiraya de 1988, com o nome de black storm. 

## Galeria
- Primeira geração (Z31, 1983-1989).
- Segunda geração (Z32, 1989-2000).